# Alessandro Giardelli
Alessandro Giardelli (Seriate, 2002. október 5. –) olasz autóversenyző, akit Olaszország egyik legnagyobb gokarttehetségének tartanak. 2015-ben megnyerte az olasz bajnokságot. 2017-ben, mindössze 14 éves korában, a legfiatalabb versenyzővé vált a kartingtörténetben, aki részt vett a világkupán a karting legfontosabb kategóriájában, a KZ1 kategóriában.

## Pályafutása
Giardelli 2012-ben kezdte karrierjét. Azóta számos nemzeti és nemzetközi címet nyert. Az eredmények között szerepel az olasz bajnoki első helyezés, a WSK Night Edition harmadik helyezése, nyolcadik hely és az WSK Champions Cup ötödik helye, a WSK Final Cup negyedik helye, az első hely a Rok Cup Italyn,  a Rok Cup International Final ötödik helye, ötödik a trofeo Marguttin, a második hely a trofeo delle industrie-ban, első hely a Granja Viana 500 mérföldön, harmadik helyezett egy Európa- bajnoki futamon, a világbajnokság egy versenyének első helye. A CRG csapatban szerepelt, majd a Tony Kartban. Jelenleg a Lario motorsport csapatban versenyez.

### Formulaautózás

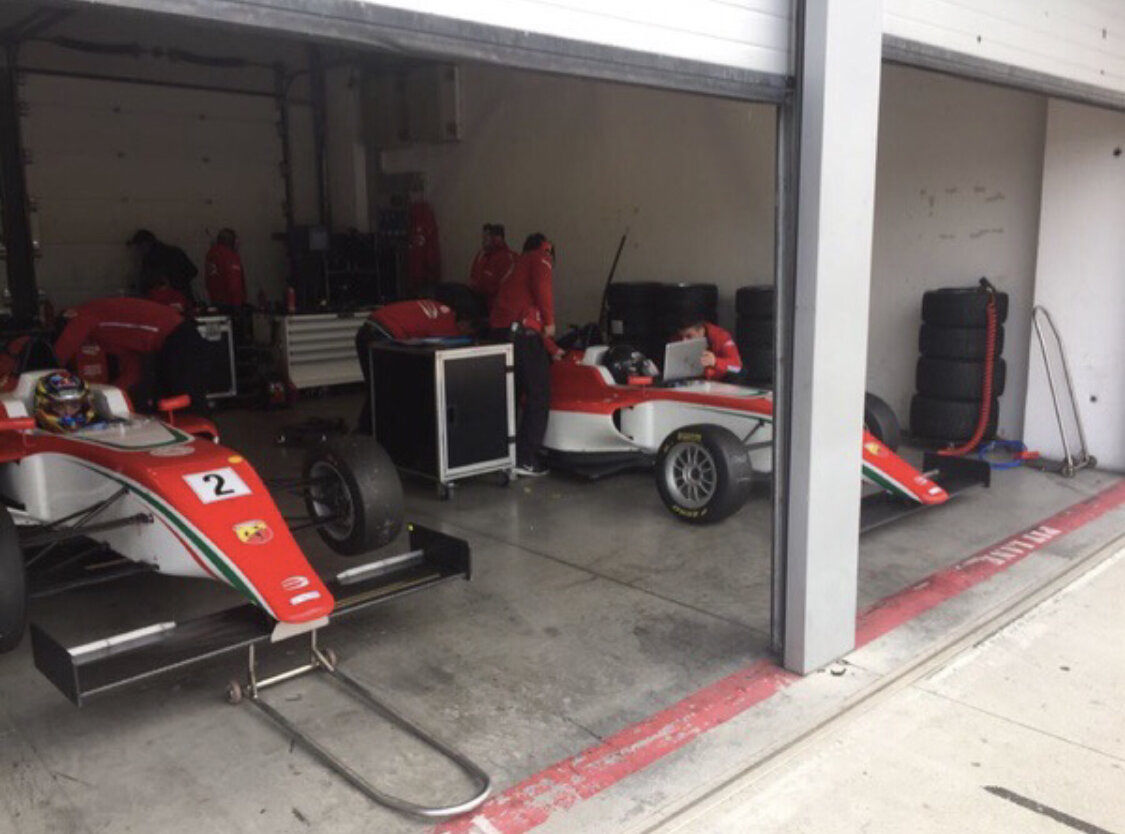
Giardelli az útvonalon a Formula–4 tesztek során a Prema Powerteam csapattal.

Giardelli a Formula Renault és a Formula–4 formátumban vett részt a tesztekben.

## Magánélet
Giardelli testvére, Luca szintén versenyző. 2013-ban megnyitotta a Giardelli család pályáját, amit Laromotorsportnak hívnak.

## Fordítás
Ez a szócikk részben vagy egészben  az   Alessandro Giardelli című dán Wikipédia-szócikk ezen változatának fordításán alapul.  Az eredeti cikk szerkesztőit annak laptörténete sorolja fel. Ez a jelzés csupán a megfogalmazás eredetét és a szerzői jogokat jelzi, nem szolgál a cikkben szereplő információk forrásmegjelöléseként.|